# ひろすけ童話賞
ひろすけ童話賞（ひろすけどうわしょう）とは、児童文学の賞のひとつ。「日本のアンデルセン」とも称される山形県高畠町出身の童話作家で児童文学の先駆者ともなった浜田廣介の業績を讃え、1989年（平成元年）に制定された。文学精神を継承し、新しい世界をひらく優れた童話作品に贈呈される。対象は過去１年間に発表された幼年童話と絵本の中で、出版社などから推薦された作品。表彰式はひろすけ童話賞委員会（委員長は高畠町町長が務める）により毎年11月初頭に高畠町にある浜田広介記念館の「ひろすけホール」にて行われている。現在の選考委員は矢部美智代、山本省三、ねじめ正一、浜田留美、早川正信。

## 歴代受賞作

### 第1回から第10回
- 第01回 1990年 あまんきみこ「だあれもいない？」
- 第02回 1991年 安房直子「花豆の煮えるまで 小夜の物語」
- 第03回 1992年 茂市久美子「おちばおちばとんでいけ」
- 第04回 1993年 今村葦子「まつぼっくり公園のふるいブランコ」
- 第05回 1994年 北村けんじ「しいの木のひみつのはなし」
- 第06回 1995年 上崎美恵子「ルビー色のホテル」
- 第07回 1996年 松居スーザン「ノネズミと風のうた」
- 第08回 1997年 戸田和代「きつねのでんわボックス」
- 第09回 1998年 瀬尾七重「さくらの花でんしゃ」
- 第10回 1999年 森山京「パンやのくまちゃん」

### 第11回から第20回
- 第11回 2000年 神季佑多「わらいゴマまわれ！」
- 第12回 2001年 矢部美智代「なきむし はるのくん」
- 第13回 2002年 さだまさし「おばあちゃんのおにぎり」
- 第14回 2003年 阿部夏丸「オタマジャクシのうんどうかい」
- 第15回 2004年 ねじめ正一「まいごのことり」
- 第16回 2005年 宮川ひろ「きょうはいい日だね」
- 第17回 2006年 村上しいこ「れいぞうこのなつやすみ」
- 第18回 2007年 薫くみこ「なつのおうさま」
- 第19回 2008年 深山さくら「かえるのじいさまとあめんぼおはな」
- 第20回 2009年 福明子「ジンとばあちゃんとだんごの木」

### 第20回から第30回
- 第21回 2010年 最上一平「じぶんの木」
- 第22回 2011年 かつやかおり「うずらのうーちゃんの話」
- 第23回 2012年 にしなさちこ「ちいさなともだち―★星ねこさんのおはなし★―」
- 第24回 2013年 市川宣子「あまやどり」
- 第25回 2014年 西村友里「たっくんのあさがお」
- 第26回 2015年 石井睦美「わたしちゃん」
- 第27回 2016年 ささきあり「おならくらげ」
- 第28回 2017年 萩原弓佳「せなかのともだち」
- 第29回 2018年 にしかわおさむ「ツトムとネコのひのようじん」
- 第30回 2019年 北川チハル「ふでばこから空」

### 第30回から第40回
- 第31回 2021年 いとうみく「きみひろくん」[1]
- 第32回 2022年 魚住直子「だいじょうぶくん」
- 第33回 2023年 なかがわちひろ「やまの動物病院」[2]
- 第34回 2024年 丸山陽子「いつもとちがう水よう日」